# Marlene Hassan-Nahon
Marlene Hassan-Nahon (Gibraltar, 1976) es una historiadora, periodista y política gibraltareña de origen judío, actualmente sirviendo como diputada al Parlamento de Gibraltar desde 2015. Está casada y tiene cuatro niños.

## Biografía
Marlene Dinah Esther Hassan Bensimon es hija de Joshua Abraham Hassan, quien fue el primer ministro principal de Gibraltar, y su segunda esposa, Marcelle Bensimon, ambos judíos sefardíes de origen marroquí. Está licenciada en Historia de Arte y Arquitectura por la Universidad de Mánchester, y actualmente cursa un posgrado en comunicación social en la London School of Journalism.

## Carrera política
Luego del fallecimiento del ministro Charles Bruzon, se lanzó como candidata de los Socialdemócratas de Gibraltar (GSD) en las elecciones parciales del 4 de julio de 2013. En una rueda de prensa,  declaró que no tiene una agenda en particular (además el deseo de contribuir positivamente a Gibraltar), y dijo que se encontraba  "decepcionada" con la política practicada por el partido gobernante (GSLP) y dispuesta a cambiar la composición del parlamento, donde hay un "número agobiante de abogados" que representan a ambos grupos de partidos. Hassan-Nahon recibió 39.95% de los votos totales escrutados, pero no fue elegida.

### Diputada al Parlamento de Gibraltar
Para las decimoterceras elecciones al Parlamento de Gibraltar, Hassan-Nahon fue candidata por el GSD a un escaño, resultando electa el 26 de noviembre de 2015 para el período que comenzó el 9 de diciembre de 2015 y culimará en 2019. El 19 de mayo de 2016, renunció a su membresía en el partido, aludiendo a "tensiones" tóxicas dentro del mismo;  decidió continuar como miembro del parlamento, aunque como independiente.
El 15 de septiembre de 2016, durante un intercambio de palabras en el Parlamento de Gibraltar con el ministro de Justicia, Gilbert Licudi, este empleó groserías en sus respuestas a ella de manera repetida, mientras el micrófono se encontraba apagado, pero todavía claramente audible para los asistentes a la cámara. La Asociación de Mujeres de Gibraltar, representada por la miembro Zohra El Gharbaoui, cuestionó la carencia de atención a este asunto por parte del gobierno gibraltareño, añadiendo que esto era más allá de un asunto de género, una "completa falta de respeto para un colega diputado". El 23 de septiembre, Licudi emitió una disculpa pública a Hassan-Nahon.